# Flor Van Noppen
Florentinus Ludovicus Leopoldus Eduard (Flor) Van Noppen (Turnhout, 28 juni 1956 – Dessel, 22 september 2014) was een Belgisch Vlaams-nationalistisch politicus voor de N-VA.

## Levensloop
Van Noppen leerde de stiel van beenhouwer en volgde hogere sociaal-pedagogische opleidingen. Beroepshalve ging hij echter een andere richting uit: hij werd elektrotechnicus en koeltechnicus en werkte bij Agfa-Gevaert en op de onderhoudsafdeling van General Motors Antwerpen. In 1988 richtte hij zijn eigen bedrijf in koeltechnieken op, waarvan hij tot in 2004 de zaakvoerder bleef, toen hij om medische redenen deze functie opgaf.
Hij was de broer van de in 1995 vermoorde veearts Karel Van Noppen en richtte dat jaar de Stichting Karel Van Noppen op, om de strijd tegen de hormonenmaffia en voor een gezonde voedselketen verder te zetten. Deze stichting werd na zijn overlijden ontbonden.
In 1998 werd hij lid van de links-liberaal georiënteerde politieke vernieuwingsbeweging ID21, die een alliantie vormde met de Vlaams-nationalistische Volksunie. Van 1999 tot 2000 was Van Noppen woordvoerder van de beweging. Bij de federale verkiezingen van juni 1999 stond Van Noppen op de tweede plaats van de VU-ID-lijst in de kieskring Mechelen-Turnhout, maar ondanks een sterke score van bijna 12.000 voorkeurstemmen raakte hij niet verkozen. Na het uiteenvallen van de Volksunie in 2001 ging ID21 op in de links-liberale partij Spirit. Van Noppen werd politiek actief in deze partij, maar sloot zich begin 2002 in zijn woonplaats Dessel aan bij de pas opgerichte lokale afdeling van N-VA, die zich ook openstelde voor niet-partijleden. Uit onvrede met de kartelvorming van Spirit met de socialistische sp.a besloot Van Noppen zich in september 2002 daadwerkelijk aan te sluiten bij de N-VA.
Vanaf 2000 was Van Noppen tevens actief in de lokale politiek van Dessel. In oktober 2000 werd hij voor het eerst verkozen tot gemeenteraadslid. Na de lokale verkiezingen van oktober 2006 werd hij van januari 2007 tot januari 2013 schepen van Economie, Openbare Werken, Patrimonium, Ruimtelijke Ordening, Landbouw en KMO's. Vervolgens was Van Noppen tot aan zijn dood in 2014 enkel gemeenteraadslid.
Bij de verkiezingen van juni 2007 werd hij voor de N-VA verkozen in de Kamer van volksvertegenwoordigers, voor de kieskring Antwerpen. Bij de verkiezingen van 13 juni 2010 werd hij herkozen als volksvertegenwoordiger en hij zetelde tot in mei 2014. In de Kamer volgde Van Noppen actief de commissie Volksgezondheid, Leefmilieu en Maatschappelijke Vernieuwing op en was hij plaatsvervanger in de commissie Binnenlandse Zaken. Daarnaast maakte hij deel uit van de bijzondere commissie Klimaat en Duurzame Ontwikkeling en de parlementaire delegatie van het Belgisch Fonds voor de Voedselveiligheid.
Sinds de zomer van 2013 wist Flor van Noppen dat hij aan MSA leed, een ongeneeslijke neurologische ziekte waartegen nog geen behandeling bestond. In de Kamer ijverde hij nog voor meer middelen voor onderzoek van deze ziekte te laten vrijmaken, waartoe in april 2014 een resolutie van zijn hand werd goedgekeurd. Bij de unanieme goedkeuring in de Kamerzitting van 3 april 2014 nam hij afscheid van de Kamer en het publieke politieke leven en kreeg een staande ovatie van de Kamerleden. Bij de Europese verkiezingen van mei 2014 was hij nog laatste opvolger op de N-VA-lijst, waarbij hij zonder campagne te voeren 40.000 voorkeurstemmen achter zijn naam kreeg. In september 2014 overleed hij op 58-jarige leeftijd aan de gevolgen van deze ziekte.